# 2015年のWTAツアー
2015年のWTAツアーは2015年のWTAツアーの日程と決勝結果である。

## 日程
2015年WTAカレンダーより作成
| グランドスラム          |
| WTAファイナルズ         |
| プレミア・マンダトリー  |
| プレミア5               |
| WTAエリート・トロフィー |
| プレミア                |
| インターナショナル      |
| チームイベント          |

| 日時            | 大会名 | 優勝者                                                          | 準優勝者                                                     | 試合結果 （スコア）          |
| --------------- | --- | --------------------------------------------------------------- | ------------------------------------------------------------ | ---------------------------- |
| 1月5日          | ホップマンカップ パース 男女混合国別対抗戦 - ハード (室内) - 8チーム (RR)                                                          | ポーランド ·                                                    | アメリカ合衆国                                               | 2-1                          |
| 1月5日          | ブリスベン国際 ブリスベン $1,000,000 - ハード - 30S/32Q/16D                                                                        | マリア・シャラポワ                                              | アナ・イバノビッチ                                           | 6–7(4), 6–3, 6–3             |
| 1月5日          | ブリスベン国際 ブリスベン $1,000,000 - ハード - 30S/32Q/16D                                                                        | マルチナ・ヒンギス ザビーネ・リシキ                             | キャロライン・ガルシア カタリナ・スレボトニク                | 6–2, 7–5                     |
| 1月5日          | 深圳オープン 深圳 $500,000 - ハード - 32S/16Q/16D                                                                                  | シモナ・ハレプ                                                  | ティメア・バシンスキー                                       | 6–2, 6–2                     |
| 1月5日          | 深圳オープン 深圳 $500,000 - ハード - 32S/16Q/16D                                                                                  | リュドミラ・キチェノク ナディヤ・キチェノク                     | 梁晨 王雅繁                                                  | 6–4, 7–6(6)                  |
| 1月5日          | ASBクラシック オークランド $250,000 - ハード - 32S/32Q/16D                                                                         | ビーナス・ウィリアムズ                                          | キャロライン・ウォズニアッキ                                 | 2–6, 6–3, 6–3                |
| 1月5日          | ASBクラシック オークランド $250,000 - ハード - 32S/32Q/16D                                                                         | サラ・エラニ ロベルタ・ビンチ                                   | 青山修子 レナタ・ボラコバ                                    | 6–2, 6–1                     |
| 1月12日         | アピア国際 シドニー $731,000 - ハード - 30S/48Q/16D                                                                                | ペトラ・クビトバ                                                | カロリナ・プリスコバ                                         | 7–6(5), 7–6(6)               |
| 1月12日         | アピア国際 シドニー $731,000 - ハード - 30S/48Q/16D                                                                                | ベサニー・マテック＝サンズ サニア・ミルザ                       | ラケル・コップス＝ジョーンズ アビゲイル・スピアーズ          | 6–3, 6–3                     |
| 1月12日         | ホバート国際 ホバート $250,000 - ハード - 32S/32Q/16D                                                                              | ヘザー・ワトソン                                                | マディソン・ブレングル                                       | 6–3, 6–4                     |
| 1月12日         | ホバート国際 ホバート $250,000 - ハード - 32S/32Q/16D                                                                              | キキ・ベルテンス ヨハンナ・ラーソン                             | ビタリア・ディアチェンコ モニカ・ニクレスク                  | 7–5, 6–3                     |
| 1月19日 1月26日 | 全豪オープン メルボルン $12,122,762 - ハード 128S/96Q/64D/32X シングルス – ダブルス – 混合ダブルス                                 | セリーナ・ウィリアムズ                                          | マリア・シャラポワ                                           | 6–3, 7–6(5)                  |
| 1月19日 1月26日 | 全豪オープン メルボルン $12,122,762 - ハード 128S/96Q/64D/32X シングルス – ダブルス – 混合ダブルス                                 | ベサニー・マテック＝サンズ ルーシー・サファロバ                 | 詹詠然 鄭潔                                                  | 6–4, 7–6(5)                  |
| 1月19日 1月26日 | 全豪オープン メルボルン $12,122,762 - ハード 128S/96Q/64D/32X シングルス – ダブルス – 混合ダブルス                                 | マルチナ・ヒンギス リーンダー・パエス                           | クリスティナ・ムラデノビッチ ダニエル・ネスター              | 6–4, 6–3                     |
| 2月2日          | フェドカップ1回戦 ケベック・シティー - ハード (室内) ジェノア - クレー クラクフ - ハード (室内) シュトゥットガルト - ハード (室内) | 勝利チーム · チェコ · フランス · ロシア · ドイツ                | 敗退チーム · カナダ · イタリア · ポーランド · オーストラリア | 4–0 3–2 4–0 4–1              |
| 2月9日          | BNPパリバ・フォルティス・ダイヤモンド・ゲームス アントワープ $731,000 - ハード (室内) - 28S/32Q/16D                                | アンドレア・ペトコビッチ                                        | カルラ・スアレス・ナバロ                                     | 不戦勝                       |
| 2月9日          | BNPパリバ・フォルティス・ダイヤモンド・ゲームス アントワープ $731,000 - ハード (室内) - 28S/32Q/16D                                | アナベル・メディナ・ガリゲス アランチャ・パラ・サントンハ       | アン＝ソフィー・メスタフ アリソン・バン・アイトバンク        | 6–4, 3–6, [10–5]             |
| 2月9日          | PTTパタヤ・オープン パタヤ $250,000 - ハード - 32S/16Q/16D                                                                         | ダニエラ・ハンチュコバ                                          | アイラ・トムリャノビッチ                                     | 3–6, 6–3, 6–4                |
| 2月9日          | PTTパタヤ・オープン パタヤ $250,000 - ハード - 32S/16Q/16D                                                                         | 詹詠然 詹皓晴                                                   | 青山修子 タマリネ・タナスガーン                              | 2–6, 6–4, [10–3]             |
| 2月16日         | ドバイ・デューティ・フリー・テニス選手権 ドバイ $2,513,000 - ハード - 28S/32Q/16D                                                  | シモナ・ハレプ                                                  | カロリナ・プリスコバ                                         | 6–4, 7–6(4)                  |
| 2月16日         | ドバイ・デューティ・フリー・テニス選手権 ドバイ $2,513,000 - ハード - 28S/32Q/16D                                                  | ティメア・バボシュ クリスティナ・ムラデノビッチ                 | ガルビネ・ムグルサ カルラ・スアレス・ナバロ                  | 6–3, 6–2                     |
| 2月16日         | リオ・オープン リオデジャネイロ $250,000 - クレー - 32S/24Q/16D                                                                    | サラ・エラニ                                                    | アンナ・カロリナ・シュミエドロバ                             | 7–6(2), 6–1                  |
| 2月16日         | リオ・オープン リオデジャネイロ $250,000 - クレー - 32S/24Q/16D                                                                    | ヤサリン・ボナベンチャー レベッカ・ピーターソン                 | イリーナ＝カメリア・ベグ マリア・イリゴエン                  | 3–0, 途中棄権                |
| 2月23日         | カタール・トータル・オープン ドーハ $731,000 - ハード - 28S/32Q/16D                                                                | ルーシー・サファロバ                                            | ビクトリア・アザレンカ                                       | 6–4, 6–3                     |
| 2月23日         | カタール・トータル・オープン ドーハ $731,000 - ハード - 28S/32Q/16D                                                                | ラケル・コップス＝ジョーンズ アビゲイル・スピアーズ             | 謝淑薇 サニア・ミルザ                                        | 6–4, 6–4                     |
| 2月23日         | アビエルト・メキシコ・テルセル アカプルコ $250,000 - ハード - 32S/32Q/16D                                                          | ティメア・バシンスキー                                          | キャロライン・ガルシア                                       | 6–3, 6–0                     |
| 2月23日         | アビエルト・メキシコ・テルセル アカプルコ $250,000 - ハード - 32S/32Q/16D                                                          | ララ・アルアバレナ マリア・テレサ・トロ・フロル                 | アンドレア・フラバーチコバ ルーシー・ハラデツカ              | 7–6(2), 5–7, [13–11]         |
| 3月2日          | モンテレイ・オープン モンテレイ $500,000 - ハード - 32S/32Q/16D                                                                    | ティメア・バシンスキー                                          | キャロライン・ガルシア                                       | 4–6, 6–2, 6–4                |
| 3月2日          | モンテレイ・オープン モンテレイ $500,000 - ハード - 32S/32Q/16D                                                                    | ガブリエラ・ダブロウスキー アリシア・ロソルスカ                 | アナスタシア・ロディオノワ アリーナ・ロディオノワ            | 6–3, 2–6, [10–3]             |
| 3月2日          | BMWマレーシア・オープン クアラルンプール $250,000 - ハード - 32S/24Q/16D                                                           | キャロライン・ウォズニアッキ                                    | アレクサンドラ・ドゥルゲル                                   | 4–6, 6–2, 6–1                |
| 3月2日          | BMWマレーシア・オープン クアラルンプール $250,000 - ハード - 32S/24Q/16D                                                           | 梁晨 王雅繁                                                     | ユリア・ベイゲルジマー オリガ・サブチュク                    | 4–6, 6–3, [10–4]             |
| 3月9日 3月16日  | BNPパリバ・オープン インディアンウェルズ $6,157,160 - ハード - 96S/48Q/32D                                                         | シモナ・ハレプ                                                  | エレナ・ヤンコビッチ                                         | 2-6, 7-5, 6-4                |
| 3月9日 3月16日  | BNPパリバ・オープン インディアンウェルズ $6,157,160 - ハード - 96S/48Q/32D                                                         | マルチナ・ヒンギス サニア・ミルザ                               | エカテリーナ・マカロワ エレーナ・ベスニナ                    | 6–3, 6–4                     |
| 3月23日 3月30日 | マイアミ・オープン マイアミ $6,157,160 - ハード - 96S/48Q/32D                                                                      | セリーナ・ウィリアムズ                                          | カルラ・スアレス・ナバロ                                     | 6–2, 6–0                     |
| 3月23日 3月30日 | マイアミ・オープン マイアミ $6,157,160 - ハード - 96S/48Q/32D                                                                      | マルチナ・ヒンギス サニア・ミルザ                               | エカテリーナ・マカロワ エレーナ・ベスニナ                    | 7–5, 6–1                     |
| 4月6日          | ファミリー・サークル・カップ チャールストン $731,000 - クレー - 56S/48Q/16D                                                        | アンゲリク・ケルバー                                            | マディソン・キーズ                                           | 6–2, 4–6, 7–5                |
| 4月6日          | ファミリー・サークル・カップ チャールストン $731,000 - クレー - 56S/48Q/16D                                                        | マルチナ・ヒンギス サニア・ミルザ                               | ケーシー・デラクア ダリア・ユラク                            | 6–0, 6–4                     |
| 4月6日          | カトヴィツェ・オープン カトヴィツェ $250,000 - ハード (室内) - 32S/32Q/16D                                                         | アンナ・カロリナ・シュミエドロバ                                | カミラ・ジョルジ                                             | 6–4, 6–3                     |
| 4月6日          | カトヴィツェ・オープン カトヴィツェ $250,000 - ハード (室内) - 32S/32Q/16D                                                         | ヤサリン・ボナベンチャー デミ・シュース                         | ジョイア・バルビエリ カリン・クナップ                        | 7–5, 4–6, [10–6]             |
| 4月13日         | フェドカップ準決勝 オストラヴァ - ハード (室内) ソチ - クレー                                                                      | 勝利チーム · チェコ · ロシア                                    | 敗退チーム · フランス · ドイツ                               | 3–1 3–2                      |
| 4月13日         | クラロ・コルサニータス・カップ ボゴタ $250,000 - クレー - 32S/32Q/16D                                                              | テリアナ・ペレイラ                                              | ヤロスラワ・シュウェドワ                                     | 7–6(2), 6–1                  |
| 4月13日         | クラロ・コルサニータス・カップ ボゴタ $250,000 - クレー - 32S/32Q/16D                                                              | パウラ・クリスティナ・ゴンサルベス ベアトリス・ハダッド・マイア | イリーナ・ファルコニ シェルビー・ロジャース                  | 6–3, 3–6, [10–6]             |
| 4月20日         | ポルシェ・テニス・グランプリ シュトゥットガルト $731,000 - クレー - 28S/32Q/16D                                                    | アンゲリク・ケルバー                                            | キャロライン・ウォズニアッキ                                 | 3–6, 6–1, 7–5                |
| 4月20日         | ポルシェ・テニス・グランプリ シュトゥットガルト $731,000 - クレー - 28S/32Q/16D                                                    | ベサニー・マテック＝サンズ ルーシー・サファロバ                 | キャロライン・ガルシア カタリナ・スレボトニク                | 6–4, 6–3                     |
| 4月27日         | SARラ・プリンセス・ラーラ・メリヤム・グランプリ マラケシュ $250,000 - クレー - 32S/32Q/16D                                         | エリナ・スビトリナ                                              | ティメア・バボシュ                                           | 7–5, 7–6(3)                  |
| 4月27日         | SARラ・プリンセス・ラーラ・メリヤム・グランプリ マラケシュ $250,000 - クレー - 32S/32Q/16D                                         | ティメア・バボシュ クリスティナ・ムラデノビッチ                 | ラウラ・シグムント マリナ・ザネフスカ                        | 6–1, 7–6(5)                  |
| 4月27日         | プラハ・オープン プラハ $250,000 - クレー - 32S/32Q/16D                                                                            | カロリナ・プリスコバ                                            | ルーシー・ハラデツカ                                         | 4–6, 7–5, 6–3                |
| 4月27日         | プラハ・オープン プラハ $250,000 - クレー - 32S/32Q/16D                                                                            | ベリンダ・ベンチッチ カテリナ・シニアコバ                       | カテリナ・ボンダレンコ エバ・ハルディノバ                    | 6–2, 6–2                     |
| 5月4日          | ムチュア・マドリード・オープン マドリード $€4,185,405 - クレー - 64S/32Q/28D                                                       | ペトラ・クビトバ                                                | スベトラーナ・クズネツォワ                                   | 6–1, 6–2                     |
| 5月4日          | ムチュア・マドリード・オープン マドリード $€4,185,405 - クレー - 64S/32Q/28D                                                       | ケーシー・デラクア ヤロスラワ・シュウェドワ                     | ガルビネ・ムグルサ カルラ・スアレス・ナバロ                  | 6–3, 6–7(4), [10–5]          |
| 5月11日         | BNLイタリア国際 ローマ $2,513,000 - クレー - 56S/32Q/28D                                                                           | マリア・シャラポワ                                              | カルラ・スアレス・ナバロ                                     | 4-6, 7-5, 6-1                |
| 5月11日         | BNLイタリア国際 ローマ $2,513,000 - クレー - 56S/32Q/28D                                                                           | ティメア・バボシュ クリスティナ・ムラデノビッチ                 | マルチナ・ヒンギス サニア・ミルザ                            | 6–4, 6–3                     |
| 5月18日         | ニュルンベルク・カップ ニュルンベルク $250,000 - クレー - 32S/16Q/16D                                                              | カリン・クナップ                                                | ロベルタ・ビンチ                                             | 7–6(5), 4–6, 6–1             |
| 5月18日         | ニュルンベルク・カップ ニュルンベルク $250,000 - クレー - 32S/16Q/16D                                                              | 詹皓晴 アナベル・メディナ・ガリゲス                             | ラルカ・オラル ララ・アルアバレナ                            | 6–2, 7–6(5)                  |
| 5月18日         | ストラスブール国際 ストラスブール $250,000 - クレー - 32S/32Q/16D                                                                  | サマンサ・ストーサー                                            | クリスティナ・ムラデノビッチ                                 | 3–6, 6–2, 6–3                |
| 5月18日         | ストラスブール国際 ストラスブール $250,000 - クレー - 32S/32Q/16D                                                                  | 荘佳容 梁晨                                                     | ナディヤ・キチェノク 鄭賽賽                                  | 4–6, 6–4, [12–10]            |
| 5月25日 6月1日  | 全仏オープン パリ $11,315,740 - クレー 128S/96Q/64D/32X シングルス – ダブルス – 混合ダブルス                                       | セリーナ・ウィリアムズ                                          | ルーシー・サファロバ                                         | 6–3, 6–7(2), 6–2             |
| 5月25日 6月1日  | 全仏オープン パリ $11,315,740 - クレー 128S/96Q/64D/32X シングルス – ダブルス – 混合ダブルス                                       | ベサニー・マテック＝サンズ ルーシー・サファロバ                 | ケーシー・デラクア ヤロスラワ・シュウェドワ                  | 3–6, 6–4, 6–2                |
| 5月25日 6月1日  | 全仏オープン パリ $11,315,740 - クレー 128S/96Q/64D/32X シングルス – ダブルス – 混合ダブルス                                       | ベサニー・マテック＝サンズ マイク・ブライアン                   | ルーシー・ハラデツカ マルチン・マトコフスキ                  | 7–6(3), 6–1                  |
| 6月8日          | ノッティンガム・オープン ノッティンガム $250,000 - 芝 - 32S/32Q/16D                                                                | アナ・コニュ                                                    | モニカ・ニクレスク                                           | 1–6, 6–4, 6–2                |
| 6月8日          | ノッティンガム・オープン ノッティンガム $250,000 - 芝 - 32S/32Q/16D                                                                | ラケル・コップス＝ジョーンズ アビゲイル・スピアーズ             | ジョスリン・レイ アンナ・スミス                              | 3–6, 6–3, [11–9]             |
| 6月8日          | トップシェルフ・オープン スヘルトーヘンボス $250,000 - 芝 - 32S/32Q/16D                                                            | カミラ・ジョルジ                                                | ベリンダ・ベンチッチ                                         | 7–5, 6–3                     |
| 6月8日          | トップシェルフ・オープン スヘルトーヘンボス $250,000 - 芝 - 32S/32Q/16D                                                            | アシァ・モハメド ラウラ・シグムント                             | エレナ・ヤンコビッチ アナスタシア・パブリュチェンコワ        | 6–3, 7–5                     |
| 6月15日         | エイゴン・クラシック バーミンガム $731,000 - 芝 - 56S/32Q/16D                                                                      | アンゲリク・ケルバー                                            | カロリナ・プリスコバ                                         | 6–7(5), 6–3, 7–6(4)          |
| 6月15日         | エイゴン・クラシック バーミンガム $731,000 - 芝 - 56S/32Q/16D                                                                      | ガルビネ・ムグルサ カルラ・スアレス・ナバロ                     | アンドレア・フラバーチコバ ルーシー・ハラデツカ              | 6–4, 6–4                     |
| 6月22日         | エイゴン国際 イーストボーン $731,000 - 芝 - 48S/32Q/16D                                                                            | ベリンダ・ベンチッチ                                            | アグニエシュカ・ラドワンスカ                                 | 6–4, 4–6, 6–0                |
| 6月22日         | エイゴン国際 イーストボーン $731,000 - 芝 - 48S/32Q/16D                                                                            | キャロライン・ガルシア カタリナ・スレボトニク                   | 詹詠然 鄭潔                                                  | 7–6(5), 6–2                  |
| 6月29日 7月6日  | ウィンブルドン ロンドン $11,174,883 - 芝 128S/96Q/64D/48X シングルス – ダブルス – 混合ダブルス                                     | セリーナ・ウィリアムズ                                          | ガルビネ・ムグルサ                                           | 6–4, 6–4                     |
| 6月29日 7月6日  | ウィンブルドン ロンドン $11,174,883 - 芝 128S/96Q/64D/48X シングルス – ダブルス – 混合ダブルス                                     | マルチナ・ヒンギス サニア・ミルザ                               | エカテリーナ・マカロワ エレーナ・ベスニナ                    | 5–7, 7–6(4), 7–5             |
| 6月29日 7月6日  | ウィンブルドン ロンドン $11,174,883 - 芝 128S/96Q/64D/48X シングルス – ダブルス – 混合ダブルス                                     | マルチナ・ヒンギス リーンダー・パエス                           | ティメア・バボシュ アレクサンダー・ペヤ                      | 6–1, 6–1                     |
| 7月13日         | ブカレスト・オープン ブカレスト $250,000 - クレー - 32S/32Q/16D                                                                    | アンナ・カロリナ・シュミエドロバ                                | サラ・エラニ                                                 | 7–6(3), 6–3                  |
| 7月13日         | ブカレスト・オープン ブカレスト $250,000 - クレー - 32S/32Q/16D                                                                    | オクサナ・カラシニコワ デミ・シュース                           | アンドレア・ミツ パトリシア・マリア・ティグ                  | 6–2, 6–2                     |
| 7月13日         | スウェーデン・オープン ボースタード $250,000 - クレー - 32S/32Q/16D                                                                | ヨハンナ・ラーション                                            | モナ・バルテル                                               | 6–3, 7–6(2)                  |
| 7月13日         | スウェーデン・オープン ボースタード $250,000 - クレー - 32S/32Q/16D                                                                | キキ・ベルテンス ヨハンナ・ラーション                           | タチアナ・マリア オリガ・サブチュク                          | 7–5, 6–4                     |
| 7月20日         | イスタンブール・カップ イスタンブール $250,000 - クレー - 32S/32Q/16D                                                              | レシヤ・ツレンコ                                                | ウルシュラ・ラドワンスカ                                     | 7-5, 6-1                     |
| 7月20日         | イスタンブール・カップ イスタンブール $250,000 - クレー - 32S/32Q/16D                                                              | ダリア・ガブリロワ エリナ・スビトリナ                           | カグラ・ブユカケイ エレナ・ヤンコビッチ                      | 5-7, 6-1, [10-4]             |
| 7月20日         | ガシュタイン・レディース バートガシュタイン $250,000 - クレー - 32S/16Q/16D                                                        | サマンサ・ストーサー                                            | カリン・クナップ                                             | 3-6, 7-6(3), 6-2             |
| 7月20日         | ガシュタイン・レディース バートガシュタイン $250,000 - クレー - 32S/16Q/16D                                                        | ダンカ・コビニッチ シュテファニー・フォクト                     | ララ・アルアバレナ ルーシー・ハラデツカ                      | 4-6, 6-4, [10-3]             |
| 7月27日         | バクー・カップ バクー $250,000 - ハード - 32S/24Q/16D                                                                              | マルガリタ・ガスパリャン                                        | パトリシア・マリア・ティグ                                   | 6–3, 5–7, 6–0                |
| 7月27日         | バクー・カップ バクー $250,000 - ハード - 32S/24Q/16D                                                                              | マルガリタ・ガスパリャン アレクサンドラ・パノワ                 | ビタリア・ディアチェンコ オリガ・サブチュク                  | 6–3, 7–5                     |
| 7月27日         | ブラジル・テニス・カップ フロリアノーポリス $250,000 - クレー - 32S/24Q/16D                                                        | テリアナ・ペレイラ                                              | アニカ・ベック                                               | 6–4, 4–6, 6–1                |
| 7月27日         | ブラジル・テニス・カップ フロリアノーポリス $250,000 - クレー - 32S/24Q/16D                                                        | アニカ・ベック ラウラ・シグムント                               | マリア・イリゴエン ポーラ・カニア                            | 6–3, 7–6(1)                  |
| 8月3日          | バンク・オブ・ウエスト・クラシック スタンフォード $731,000 - ハード - 28S/32Q/16D                                                  | アンゲリク・ケルバー                                            | カロリナ・プリスコバ                                         | 6–3, 5–7, 6–4                |
| 8月3日          | バンク・オブ・ウエスト・クラシック スタンフォード $731,000 - ハード - 28S/32Q/16D                                                  | 徐一幡 鄭賽賽                                                   | アナベル・メディナ・ガリゲス アランチャ・パラ・サントンハ    | 6–1, 6–3                     |
| 8月3日          | シティ・オープン ワシントンD.C. $250,000 - ハード - 32S/32Q/16D                                                                    | スローン・スティーブンス                                        | アナスタシア・パブリュチェンコワ                             | 6–1, 6–2                     |
| 8月3日          | シティ・オープン ワシントンD.C. $250,000 - ハード - 32S/32Q/16D                                                                    | ベリンダ・ベンチッチ クリスティナ・ムラデノビッチ               | ララ・アルアバレナ アンドレヤ・クレパーチ                    | 7–5, 7–6(7)                  |
| 8月10日         | ロジャーズ・カップ トロント $2,513,000 - ハード - 56S/48Q/28D                                                                      | ベリンダ・ベンチッチ                                            | シモナ・ハレプ                                               | 7–6(5), 6–7(4), 3–0 途中棄権 |
| 8月10日         | ロジャーズ・カップ トロント $2,513,000 - ハード - 56S/48Q/28D                                                                      | ベサニー・マテック＝サンズ ルーシー・サファロバ                 | キャロライン・ガルシア カタリナ・スレボトニク                | 6–1, 6–2                     |
| 8月17日         | ウエスタン・アンド・サザン・オープン シンシナティ $2,701,240 - ハード - 56S/48Q/28D                                                | セリーナ・ウィリアムズ                                          | シモナ・ハレプ                                               | 6–3, 7–6(5)                  |
| 8月17日         | ウエスタン・アンド・サザン・オープン シンシナティ $2,701,240 - ハード - 56S/48Q/28D                                                | 詹詠然 詹皓晴                                                   | ケーシー・デラクア ヤロスラワ・シュウェドワ                  | 6–4, 7–5                     |
| 8月24日         | コネティカット・オープン ニューヘイブン $731,000 - ハード - 30S/32Q/16D                                                            | ペトラ・クビトバ                                                | ルーシー・サファロバ                                         | 6–7(6), 6–2, 6–2             |
| 8月24日         | コネティカット・オープン ニューヘイブン $731,000 - ハード - 30S/32Q/16D                                                            | ユリア・ゲルゲス ルーシー・ハラデツカ                           | 荘佳容 梁晨                                                  | 6–3, 6–1                     |
| 8月31日 9月7日  | 全米オープン ニューヨーク $11,517,008 - ハード 128S/128Q/64D/32X シングルス – ダブルス – 混合ダブルス                              | フラビア・ペンネッタ                                            | ロベルタ・ビンチ                                             | 7–6(4), 6–2                  |
| 8月31日 9月7日  | 全米オープン ニューヨーク $11,517,008 - ハード 128S/128Q/64D/32X シングルス – ダブルス – 混合ダブルス                              | マルチナ・ヒンギス サニア・ミルザ                               | ケーシー・デラクア ヤロスラワ・シュウェドワ                  | 6-3, 6-3                     |
| 8月31日 9月7日  | 全米オープン ニューヨーク $11,517,008 - ハード 128S/128Q/64D/32X シングルス – ダブルス – 混合ダブルス                              | マルチナ・ヒンギス リーンダー・パエス                           | ベサニー・マテック＝サンズ サム・クエリー                    | 6-4, 3-6, [10-7]             |
| 9月8日          | クープ・バンク・ナショナル ケベック・シティー $250,000 - ハード (室内) - 32S/32Q/16D                                               | アニカ・ベック                                                  | エレナ・オスタペンコ                                         | 6–2, 6–2                     |
| 9月8日          | クープ・バンク・ナショナル ケベック・シティー $250,000 - ハード (室内) - 32S/32Q/16D                                               | バルボラ・クレシコバ アン＝ソフィー・メスタフ                   | マリア・イリゴエン ポーラ・カニア                            | 4–6, 6–3, [12–10]            |
| 9月8日          | ジャパン女子オープンテニス 東京 $250,000 - ハード - 32S/32Q/16D                                                                    | ヤニナ・ウィックマイヤー                                        | マグダ・リネッテ                                             | 4-6, 6–3, 6-3                |
| 9月8日          | ジャパン女子オープンテニス 東京 $250,000 - ハード - 32S/32Q/16D                                                                    | 詹詠然 詹皓晴                                                   | 土居美咲 奈良くるみ                                          | 6-1, 6-2                     |
| 9月21日         | 東レ・パンパシフィック・オープン 東京 $1,000,000 - ハード - 28S/32Q/16D                                                            | アグニエシュカ・ラドワンスカ                                    | ベリンダ・ベンチッチ                                         | 6–2, 6–2                     |
| 9月21日         | 東レ・パンパシフィック・オープン 東京 $1,000,000 - ハード - 28S/32Q/16D                                                            | ガルビネ・ムグルサ カルラ・スアレス・ナバロ                     | 詹詠然 詹皓晴                                                | 7–5, 6–1                     |
| 9月21日         | 韓国オープン ソウル $500,000 - ハード - 32S/32Q/16D                                                                                | イリーナ＝カメリア・ベグ                                        | アリャクサンドラ・サスノビッチ                               | 6–3, 6–1                     |
| 9月21日         | 韓国オープン ソウル $500,000 - ハード - 32S/32Q/16D                                                                                | ララ・アルアバレナ アンドレヤ・クレパーチ                       | キキ・ベルテンス ヨハンナ・ラーション                        | 2–6, 6–3, [10–6]             |
| 9月21日         | 広州国際女子オープン 広州 $250,000 - ハード - 32S/24Q/16D                                                                          | エレナ・ヤンコビッチ                                            | デニサ・アレルトバ                                           | 6–2, 6–0                     |
| 9月21日         | 広州国際女子オープン 広州 $250,000 - ハード - 32S/24Q/16D                                                                          | マルチナ・ヒンギス サニア・ミルザ                               | 徐詩霖 尤暁迪                                                | 6–3, 6–1                     |
| 9月28日         | 武漢オープン 武漢 $2,513,000 - ハード - 56S/32Q/16D                                                                                | ビーナス・ウィリアムズ                                          | ガルビネ・ムグルサ                                           | 6–3, 3–0 途中棄権            |
| 9月28日         | 武漢オープン 武漢 $2,513,000 - ハード - 56S/32Q/16D                                                                                | マルチナ・ヒンギス サニア・ミルザ                               | イリーナ＝カメリア・ベグ モニカ・ニクレスク                  | 6–2, 6–3                     |
| 9月28日         | タシケント・オープン タシケント $250,000 - ハード - 32S/24Q/16D                                                                    | 日比野菜緒                                                      | ドナ・ベキッチ                                               | 6–2, 6–2                     |
| 9月28日         | タシケント・オープン タシケント $250,000 - ハード - 32S/24Q/16D                                                                    | マルガリタ・ガスパリャン アレクサンドラ・パノワ                 | ベラ・ドゥシェビナ カテリナ・シニアコバ                      | 6–1, 3–6, [10–3]             |
| 10月5日         | チャイナ・オープン 北京 $6,157,160 - ハード - 60S/32Q/28D                                                                          | ガルビネ・ムグルサ                                              | ティメア・バシンスキー                                       | 7–5, 6–4                     |
| 10月5日         | チャイナ・オープン 北京 $6,157,160 - ハード - 60S/32Q/28D                                                                          | マルチナ・ヒンギス サニア・ミルザ                               | 詹詠然 詹皓晴                                                | 6–7(9), 6–1, [10–8]          |
| 10月12日        | 天津オープン 天津 $500,000 - ハード - 32S/32Q/16D                                                                                  | アグニエシュカ・ラドワンスカ                                    | ダンカ・コビニッチ                                           | 6–1, 6–2                     |
| 10月12日        | 天津オープン 天津 $500,000 - ハード - 32S/32Q/16D                                                                                  | 徐一幡 鄭賽賽                                                   | ダリア・ユラク ニコール・メリヒャル                          | 6–2, 3–6, [10–8]             |
| 10月12日        | 香港オープン 香港 $250,000 - ハード - 32S/16Q/16D                                                                                  | エレナ・ヤンコビッチ                                            | アンゲリク・ケルバー                                         | 3–6, 7–6(4), 6–1             |
| 10月12日        | 香港オープン 香港 $250,000 - ハード - 32S/16Q/16D                                                                                  | アリーゼ・コルネ ヤロスラワ・シュウェドワ                       | ララ・アルアバレナ アンドレヤ・クレパーチ                    | 7–5, 6–4                     |
| 10月12日        | ジェネラーリ・レディース・リンツ リンツ $250,000 - ハード (室内) - 32S/32Q/16D                                                     | アナスタシア・パブリュチェンコワ                                | アンナ＝レナ・フリードサム                                   | 6–4, 6–3                     |
| 10月12日        | ジェネラーリ・レディース・リンツ リンツ $250,000 - ハード (室内) - 32S/32Q/16D                                                     | ラケル・コップス＝ジョーンズ アビゲイル・スピアーズ             | アンドレア・フラバーチコバ ルーシー・ハラデツカ              | 6–3, 7–5                     |
| 10月19日        | クレムリン・カップ モスクワ $768,000 - ハード (室内) - 28S/32Q/16D                                                                 | スベトラーナ・クズネツォワ                                      | アナスタシア・パブリュチェンコワ                             | 6–2, 6–1                     |
| 10月19日        | クレムリン・カップ モスクワ $768,000 - ハード (室内) - 28S/32Q/16D                                                                 | ダリア・カサキナ エレーナ・ベスニナ                             | イリーナ＝カメリア・ベグ モニカ・ニクレスク                  | 6–3, 6–7(7), [10–5]          |
| 10月19日        | BGLルクセンブルク・オープン ルクセンブルク市 $250,000 - ハード (室内) - 32S/32Q/16D                                                | 土居美咲                                                        | モナ・バルテル                                               | 6–4, 6–7(7), 6–0             |
| 10月19日        | BGLルクセンブルク・オープン ルクセンブルク市 $250,000 - ハード (室内) - 32S/32Q/16D                                                | モナ・バルテル ラウラ・シグムント                               | アナベル・メディナ・ガリゲス アランチャ・パラ・サントンハ    | 6–2, 7–6(2)                  |
| 10月26日        | TEB・BNPパリバ・WTAチャンピオンシップ シンガポール $7,000,000 - ハード (室内) - 8S (RR)/8D                                         | アグニエシュカ・ラドワンスカ                                    | ペトラ・クビトバ                                             | 6–2, 4–6, 6–3                |
| 10月26日        | TEB・BNPパリバ・WTAチャンピオンシップ シンガポール $7,000,000 - ハード (室内) - 8S (RR)/8D                                         | マルチナ・ヒンギス サニア・ミルザ                               | ガルビネ・ムグルサ カルラ・スアレス・ナバロ                  | 6–0, 6–3                     |
| 11月2日         | WTAエリート・トロフィー 珠海 $2,150,000 - ハード (室内) - 12S/6D                                                                   | ビーナス・ウィリアムズ                                          | カロリナ・プリスコバ                                         | 7–5, 7–6(6)                  |
| 11月2日         | WTAエリート・トロフィー 珠海 $2,150,000 - ハード (室内) - 12S/6D                                                                   | 梁晨 王雅繁                                                     | アナベル・メディナ・ガリゲス アランチャ・パラ・サントンハ    | 6–4, 6–3                     |
| 11月9日         | フェドカップ決勝 プラハ - ハード (室内)                                                                                            | チェコ                                                          | ロシア                                                       | 3–2                          |

## 2015年最終ランキング
| 順位 | 選手                         | ポイント | 出場数 |
| ---- | ---------------------------- | -------- | ------ |
| 1    | セリーナ・ウィリアムズ       | 9945     | 16     |
| 2    | シモナ・ハレプ               | 6060     | 18     |
| 3    | ガルビネ・ムグルサ           | 5200     | 20     |
| 4    | マリア・シャラポワ           | 5011     | 17     |
| 5    | アグニエシュカ・ラドワンスカ | 4500     | 24     |
| 6    | ペトラ・クビトバ             | 4220     | 19     |
| 7    | ビーナス・ウィリアムズ       | 3790     | 18     |
| 8    | フラビア・ペンネッタ         | 3621     | 20     |
| 9    | ルーシー・サファロバ         | 3590     | 12     |
| 10   | アンゲリク・ケルバー         | 3590     | 25     |

| 順位 | 選手                         | ポイント | 出場数 |
| ---- | ---------------------------- | -------- | ------ |
| 1    | サニア・ミルザ               | 11355    | 22     |
| 2    | マルチナ・ヒンギス           | 11355    | 22     |
| 3    | ベサニー・マテック＝サンズ   | 7450     | 13     |
| 4    | ルーシー・サファロバ         | 6866     | 12     |
| 5    | ケーシー・デラクア           | 5835     | 17     |
| 6    | ヤロスラワ・シュウェドワ     | 5720     | 13     |
| 7    | 詹詠然                       | 5570     | 20     |
| 8    | エレーナ・ベスニナ           | 5275     | 16     |
| 9    | クリスティナ・ムラデノビッチ | 5095     | 22     |
| 10   | エカテリーナ・マカロワ       | 4586     | 10     |

## 主な引退選手
- ジュリー・クワン
- マルタ・ドマホフスカ
- フラビア・ペンネッタ
- リサ・レイモンド
- シャネル・シェパーズ
- マリア・エレナ・カメリン
- 瀬間友里加